# امامت (اسماعیلیه)
دیدگاه شیعیان اسماعیلی دربارهٔ امامت، با دیدگاه شیعیان دوازده امامی و اهل سنت متفاوت است. اسماعیلیان از امام با نام‌های وجه الله(چهره خدا) و نورالله(روشنایی خدا) یاد می‌کنند؛ از نظر ایشان تفاوت میان امامان ظاهری است و از نظر باطنی تفاوتی میان ایشان نیست، و همه در یک درجه و مرتبه قرار دارند. مانند دیگر شیعیان، اسماعیلیان نیز امامت را منحصر به خاندان علی بن ابی طالب می‌دانند و به باور ایشان امام شخصی پاک است و سخن او زبان قرآن است. اسماعیلیان و شیعیان دوازده امامی، بر سر جانشینی جعفر صادق با هم اختلاف دارند؛ اسماعیلیان معتقدند که او، پسرش اسماعیل بن جعفر را به جانشینی خود منصوب کرد و پس از او محمد بن اسماعیل برحق بود. شیعیان دوازده امامی، برادر اسماعیل موسی کاظم را هفتم خود می‌دانند، و امامت اسماعیل را با این استدلال که وی پیش از جعفر صادق وفات یافته‌است، رد می‌کنند.
بر اساس آموزه‌های اولیه اسماعیلی، وحی الهی در شش دور به شش ناطق(پیامبر) داده شده بود که هر یک از ایشان شریعت جدیدی را برای جوامع آوردند. با این که شکل ظاهری شرایع به ناطق یا پیامبر داده می‌شود، شکل باطنی و اسرار الهی آن شرایع به وصی آن پیامبر داده می‌شد. در بین هر ناطق تا ناطق بعدی، امام‌ها هستند که از وحی الهی محافظت کرده و اسرار باطنی آن را می نمایند. هفتمین در هر دوره، ناطق دوره بعدی است. آخرین در ششمین دوره، دین جدیدی نخواهد آورد بلکه تمام شرایع و احکام ادیان پیش از خود را نقض خواهد کرد و دین آدم الاوّل(دین نخست آدم) را برقرار خواهد کرد. این دین، دین آدم و فرشتگان پیش از هبوط به زمین است که در آن هیچ حکم خاصی جز باور به توحید و ستایش خدا نیست. در پایان دوره ششم، بر اساس آموزه اسماعیلیان، قیامت اول قرار دارد.
| ناطق    | وصی     | امامان         |
| ------- | ------- | -------------- |
| آدم     | شیث     | ... 7. نوح     |
| نوح     | سام     | ... 7. ابراهیم |
| ابراهیم | اسماعیل | ... 7. موسی    |
| موسی    | هارون   | ... 7. عیسی    |
| عیسی    | پطرس    | ... 7. محمد    |
| محمد    | علی     | ... 7. مهدی    |

عده کمی از اسماعیلیان، محمد بن اسماعیل را آخرین می‌دانند که به غیبت رفته و به عنوان مهدی و قائم بازخواهد گشت. دیگر فرقه‌های اسماعیلیه، به امامان دیگری پس از او معتقدند؛ سلسله امامت در این فرقه‌ها چندین قرن ادامه یافته‌است. اکنون مسند امامت اسماعیلیه در شهر لیسبون کشور پرتغال مقیم است. این دفتر به نام دیوان امامت اسماعیلیه مشهور است و در سال ۲۰۱۸ در یک مراسم رسمی و تشریفات ویژه افتتاح شد. در حال حاضر، امام حاضر اسماعیلیان بعد از وفات آقاخان چهارم، بنا به وصیت ایشان، فرزندشان شهزاده رحیم الحسینی ملقب به آقاخان پنجم و پنجاهمین امام این شاخه شیعه اسلام هستند.

## مسند امامت
مسند امامت به نام دیوان امامت نهادی است که در سال ۲۰۱۸ در شهر لیسبون پرتغال در یک مراسم خاص و تشریفات ویژه افتتاح شد. این دیوان نفش دفتر مرکزی امامت اسماعیلیه را دارد و روند تاسیس آن در کشور پرتغال نزدیک به ۵ سال وقت گرفت. تاسیس دیوان امامت در پرتغال در یک معاهده رسمی میان امامت اسماعلیی و حکومت پرتغال امضا شد و این پیمان به تصویب پارلمان کشور پرتغال رسید. تاسیس این مسند برای امامت جایگاه و شناخت دیپلوماتیک بخشیده‌است و نوع روابط امامت با کشورهای جهان وجهه جدیدی به خود گرفته است. هرچند این دیوان یک نهاد است ولی تعریف و جایگاه آن مصونیت دپیلوماتیک منحصر به امامت است و هیچ الگوی شبیه آن در سطح بین‌الملل وجود ندارد. روابط امامت با کشورهای مختلف از طریق همین دیوان تنظیم میگردد. امامت در نزدیک به ۳۰ کشور نماینده‌گی دپیلوماتیک به سطح سفارت دارد. با این پیش فرض میشود گفت که امامت اسماعیلی شبیه یک پادشاهی بدون سرزمین است. کشورهای پرتغال و کانادا در سطح سفیر و هیئت دپلوماتیک در دفتر امامت نمایندگی دارد. سفیر جدید کانادا آقای رالف گودال طی مراسم رسمی اعتمادنامه خودرا در دیوان امامت اسماعیلی تقدیم کرد که از سوی شاهزاده رحیم آقاخان پذیرفته شد.

## جشن امامت
شیعیان اسماعیلی از روز تخت‌نشنینی امام حاضر شان زیر عنوان جشن امامت در سراسر جهان تجلیل می‌کنند. در ۱۱هم ژوئیه ۱۹۵۷ آقاخان سوم از جهان رحلت کرد که نظر به وصیت ایشان نوه‌اش شاهزاده کریم آقاخان چهل‌ونهمین امام اسماعیلیان جهان گردید. شیعیان اسماعیلی همچنان زادروز امام حاضر شان در ۱۳ دسامبر جشن می‌گیرند. به مناسبت جشن امامت پیام تبریکی از سوی سران کشورهای جهان و نهادهای بین‌المللی عنوانی امامت اسماعیلی مواصلت می‌‌ورزد.

## شبکه توسعه آقاخان
شبکه توسعه آقاخان (AKDN) شامل ده‌ها آژانس مختلف که به فعالیت‌های توسعه‌ و بشردوستانه در کشورهای فقیر و در حال توسعه می‌پردازد. امامت اسماعیلی در کشورهای زیادی فعالیت‌های توسعه‌ی دارد که اصل اساسی آن بهبود بخشیدن زندگی انسان‌های آن جوامع است. امامت اسماعیلی در امر خدمت رسانی به مردم یک رویکرد انسان محور دارد و تمام خدمات امامت بدون در نظرداشت تعلقات، رنگ، مذهب و نژاد برای همه یکسان در دسترس است.
ناصرخسرو یکی از بزرگترین فیلسوفان زبان فارسی از داعیان مذهب اسماعیلیه بود. او تعریف جدی و مشخصی از الهیات اسماعیلیه را مطرح کرد. دیدگاه ناصر خسرو در کتاب جامع الحکمتین و زادالمسافرین در مورد وحی و الهیات از موضوعات مهم فلسفی و کلامی اسماعیلیان است. یکی دیگر از این شخصیت ها حمیدالدین کرمانی است که اورا سخنگوی فلسفه اسماعیلیه میخوانند. پیروان اسماعیلیه اکنون در بیش از 40 کشور جهان زندگی میکنند و به عنوان یک جماعت صلح‌جو مشهور است.

## کتابشناسی/ یادکردها
- ویلیام بوردهی (1364=)، تحقیقی در آیین اسماعیلیه، ترجمهٔ زهرا سعیدی، مشهد: تابناک تاریخ وارد شده در |سال= را بررسی کنید (کمک)
- محمد بن زین العابدین (1362=)، تاریخ جماعت اسمعیلیه:هدایت المومنین الطالبین، ترجمهٔ هما خاقان زاده، به کوشش الکساندر سیمونوف.، تهران: اساطیر تاریخ وارد شده در |سال= را بررسی کنید (کمک)
- ویکی‌پدیای انگلیسی